# Aleksander Gref
Aleksander Gref (ur. 1975 w Poznaniu) – polski dyrygent i kompozytor, związany głównie z Teatrem Wielkim w Poznaniu.

## Życiorys
Studia w Akademii Muzycznej w Poznaniu, w klasie dyrygentury prof. Renarda Czajkowskiego, ukończył z wyróżnieniem w 1999 r. W 1998 r. został nagrodzony na II Przeglądzie Młodych Dyrygentów w Białymstoku za najciekawszą osobowość konkursu i pokaz mistrzowskiego kunsztu dyrygenckiego. W 2002 r. otrzymał Stypendium Artystyczne Miasta Poznania za osiągnięcia w dziedzinie muzyki operowej i symfonicznej. W 2003 r. był półfinalistą na IV Międzynarodowym Konkursie Dyrygenckim w Sankt Petersburgu. 
Jest aktywny zarówno w Polsce (Filharmonia Częstochowska, Filharmonia Poznańska, Filharmonia Wrocławska, Filharmonia Koszalińska, Filharmonia Kaliska, Filharmonia Szczecińska, Filharmonia Dolnośląska, Filharmonia Świętokrzyska, Filharmonia Białostocka, Warszawska Orkiestra Symfoniczna, Orkiestra Symfoniczna Akademii Muzycznej w Poznaniu), jak i za granicą: (Niemcy, Austria, Rosja, Szwajcaria i Francja) (Ensamble Orchestral de Paris, Symphonic Orchestra Academic Capella of St. Petersburg, Symphonic Orchestra of the Theater of Opera and Ballet St. Petersburg Conservatory). Dyrygował także na festiwalach muzycznych, tj. Poznańska Wiosna Muzyczna, Festiwal Muzyki Wiedeńskiej w Jeleniej Górze, Festiwal Hoffmannowski w Poznaniu, Leszczyński Festiwal Muzyczny w Rydzynie.
Jako dyrygent Teatru Wielkiego w Poznaniu (od 1999 r.) przygotował m.in. opery Carmen, Don Kichot, Pan Twardowski, Ernani, Fidelio i Ça Ira. Współpracował także z Teatrem Muzycznym w Poznaniu, gdzie przygotował premiery Wesoła wdówka, Zorba, Kraina uśmiechu. Pełni również funkcję kierownika muzycznego i dyrygenta Orkiestry Kameralnej Uniwersytetu im. Adama Mickiewicza w Poznaniu. 
Oprócz działalności zawodowej angażuje się także w przedsięwzięcia organizowane przez wolontariuszy. W 2010 r. skomponował piosenkę „Masz dar” dla Fundacji „Drużyna Szpiku” w Poznaniu. W kwietniu 2016 r. dyrygował orkiestrą podczas ogólnopolskich obchodów 1050-lecia chrztu Polski na stadionie w Poznaniu. 14 maja 2017 roku dyrygował orkiestrą w trakcie uroczystości związanych ze 100-leciem objawień Matki Bożej w Fatimie oraz 300-leciem koronacji Cudownego Obrazu Matki Bożej Czętochowskiej na Jasnej Górze.